# Crassispira maura
Crassispira maura é uma espécie de gastrópode do gênero Crassispira, pertencente à família Pseudomelatomidae.